# Marion Berry

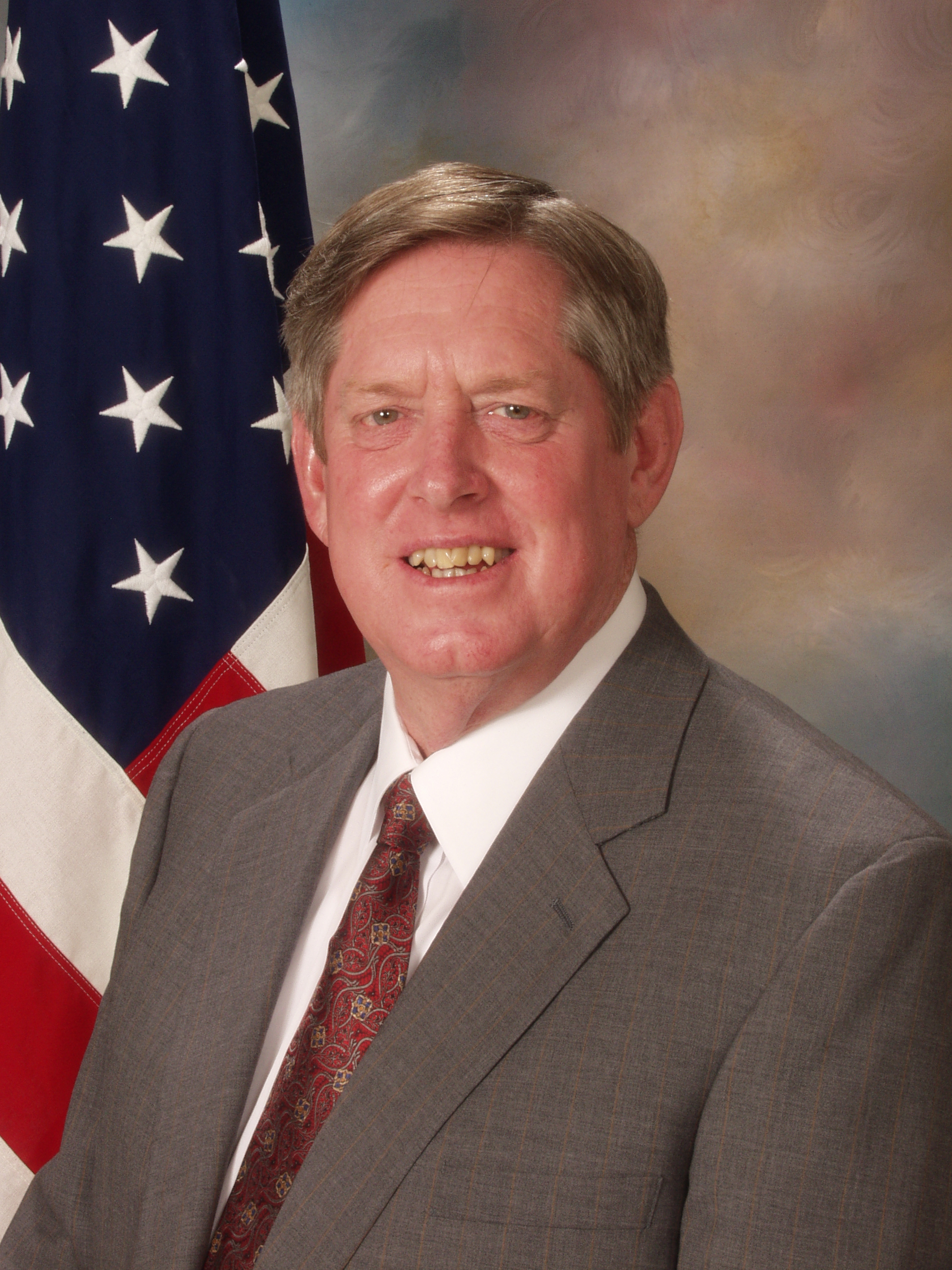
Marion Berry

Robert Marion Berry (* 27. August 1942 in Stuttgart, Arkansas; † 19. Mai 2023 in Little Rock, Arkansas) war ein US-amerikanischer Politiker der Demokratischen Partei. Als Mitglied des Repräsentantenhauses vertrat er von 1997 bis 2011 den ersten Kongresswahlbezirk des Bundesstaates Arkansas.

## Karriere
Marion Berry machte seinen High-School-Abschluss in DeWitt. Anschließend besuchte er die University of Arkansas for Medical Sciences in Little Rock und erwarb dort 1965 den Bachelor of Science. Danach übernahm er den elterlichen landwirtschaftlichen Betrieb, wo er den Anbau von Reis und Sojabohnen betrieb.
Von 1976 bis 1980 saß er im Stadtrat von Gillett, wo er mit seiner Familie lebte. Zwischen 1986 und 1994 gehörte er der Boden- und Wasserschutzkommission von Arkansas an. Ab 1993 war er als Sonderberater von Präsident Bill Clinton für landwirtschaftlichen Handel und Nahrungsmittelhilfe tätig; bis 1996 fungierte er außerdem als Mitglied des innenpolitischen Beratungsgremiums im Weißen Haus.
Im November 1996 wurde Berry erstmals in den Kongress entsandt, wo er nach seinem Sieg gegen den Republikaner Warren Dupwe am 3. Januar 1997 die Nachfolge von Blanche Lincoln antrat. Danach wurde er sechsmal wiedergewählt, ehe er sich 2010 nicht zur Wiederwahl stellte. Er war zuletzt Mitglied des Bewilligungsausschusses und mehrerer Unterausschüsse. Berry zählte während seiner Zeit im Kongress zu den moderat konservativen Demokraten und war Mitglied der Blue Dog Coalition.